# 옴므 (프로게이머)
옴므(본명: 윤성영, 1985년 12월 2일 ~ )는 대한민국의 전직 리그 오브 레전드 프로게이머이다. 프로게임단 지도자로도 활동했다. 선수 시절 포지션은 탑 라이너였으며 아이디는 Homme을 사용했다. 현재 징동 게이밍의 감독을 맡고 있다.

## 선수 시절
2012년 삼성 갤럭시 오존에 입단하면서 프로 커리어를 시작했다. 옴므는 삼성 시절 삼성 오존의 주전 탑 라이너로 활동하였다. NLB 서머 시즌 팀의 우승에 기여했으며 LOL 클럽 마스터즈 우승을 달성했다.
2013 스프링 시즌에서도 팀이 우승하는데 기여했다.
2013-2014 윈터 시즌 16강전 이후 현역에서 은퇴했다.

## 지도자 생활
2014년 2월, 삼성 갤럭시 화이트의 코치로 부임했다.
2015시즌을 앞두고 비시 게이밍의 코치로 부임했다.
2017시즌을 앞두고 팀 WE의 코치로 부임했다. 2017시즌을 마친 후 코치직에서 물러났다.
2018 서머 시즌을 앞두고 징동 게이밍의 감독으로 부임했다. 2020 스프링 시즌 팀의 첫 리그 우승에 공헌했다. 2020시즌 종료 후 감독직에서 물러났다.
2022시즌을 앞두고 징동 게이밍의 감독으로 복귀했다.

## 소속팀

### 선수
| # | 팀명             | 소속 기간    | 소속 리그 | 비고 |
| - | ---------------- | ------------ | --------- | ---- |
| 1 | 삼성 갤럭시 오존 | 2012~2014.01 | LCK       |      |

### 지도자
| # | 팀명               | 직책 | 소속 기간             | 소속 리그 | 비고 |
| - | ------------------ | ---- | --------------------- | --------- | ---- |
| 1 | 삼성 갤럭시 화이트 | 코치 | 2014.02~ 2014.10      | LCK       |      |
| 2 | 비시 게이밍        | 코치 | 2014.12.08~2016.12.17 | LPL       |      |
| 3 | 팀 WE              | 코치 | 2016.12.18~2017.11.28 | LPL       |      |
| 4 | 징동 게이밍        | 감독 | 2018.05.23~2020.11.01 | LPL       |      |
| 5 | 징동 게이밍        | 감독 | 2021.12.29~           | LPL       |      |

## 수상 경력

### 선수
- 나이스게임TV 리그 오브 레전드 배틀 서머 2012 우승
- LoL 클럽 마스터즈 2013 우승
- 올림푸스 리그 오브 레전드 챔피언스 스프링 2013 우승
- 제2회 LOL AMD 챔피언십 프로팀 최강전 우승

### 지도자
- 판도라TV 리그 오브 레전드 챔피언스 윈터 2013-2014 준우승
- 리그 오브 레전드 월드 챔피언십 2014 우승
- 리그 오브 레전드 프로리그 스프링 2017 우승
- 리그 오브 레전드 월드 챔피언십 2017 4강
- 리그 오브 레전드 프로리그 스프링 2019 준우승
- 리그 오브 레전드 프로리그 스프링 2020 우승
- 리그 오브 레전드 프로리그 서머 2020 준우승
- 리그 오브 레전드 월드 챔피언십 2020 8강